# Mucsfa
Mucsfa is een plaats (község) en gemeente in het Hongaarse comitaat Tolna. Mucsfa telt 428 inwoners (2001).